# Los juegos de Mastropiero
Los juegos de Mastropiero, de Carlos Núñez Cortés es un libro que examina la obra de Les Luthiers bajo la óptica del ludolingüismo. A lo largo del libro se analizan acrósticos, trabalenguas, contrapiés, palíndromos, retruécanos, anagramas, y muchos otros artificios de nuestro idioma, extraídos de los textos y canciones de sus espectáculos. Además se incluyen juegos y acertijos sobre cada caso, como así también anécdotas y curiosidades del grupo.

## Ediciones
Los juegos de Mastropiero se ha editado en Argentina y España, teniendo cada edición a su vez varias reediciones.
| Año  | Editorial | ISBN              | País      |
| ---- | --------- | ----------------- | --------- |
| 2007 | Emecé     | 978-950-04-2911-5 | Argentina |
| 2007 | Península | 978-84-8307-811-2 | España    |
| 2016 | Península | 978-84-9942-547-4 | España    |

## Análisis de la obra
El ludolingüismo es una disciplina de la lingüística que estudia cómo se pueden aprovechar las características de un idioma para hacer reír. Las creaciones de Les Luthiers basan su humor en gran medida en los juegos de palabras: el grupo es famoso por jugar con el idioma castellano. Núñez Cortés, uno de sus integrantes, analizó las obras estudiando los recursos idiomáticos que utilizan. Para ello se basó en la calificación de los distintos ingenios del idioma castellano que se detallan en el tratado de Marius Serra, titulado Verbalia (los recursos analizados en la obra de Núñez Cortés se listan al final).
El libro es pródigo en ejemplos de cada uno de estos recursos, citando obras de distintos autores y por supuesto haciendo hincapié en su aplicación en la obra de Les Luthiers. Además se detallan otros recursos humorísticos del grupo que no tienen que ver específicamente con el idioma (como los juegos con las notas musicales o con la mímica), y finalmente se invita al lector a desarrollar sus capacidades lúdicas resolviendo diversos acertijos y juegos donde se aplican los artificios idiomáticos explicitados.

## Opiniones autorizadas y respuesta del público
El libro recibió muy buenas críticas tanto en los ámbitos académicos como en aquellos especializados en divulgación. El Dr. Adrián Paenza escribió el prólogo del mismo. Allí comparó el desarrollo del libro con las matemáticas, y elogió la forma amena en la que se explican los recursos del idioma. El escritor, historiador y periodista Carlos Ulanovsky se refirió de esta manera a Los juegos de Mastropiero: 

El libro de Carlos Núñez Cortés no solo me pareció novedoso y encantador, sino que me sirvió para terminar de redondear la idea que tenía sobre Les Luthiers como fenómeno educativo durante 40 años. Se trata de un libro que narra la historia de este notable grupo humorístico-musical desde un lugar muy original, calificado, didáctico y juguetón. Y ayuda a revelar y a entender, desde ese lugar prestigioso, los mecanismos que utiliza el grupo para hacer reír.

Este es un texto que debería llamar la atención a los especialistas en la enseñanza del idioma español ya que explica de un modo tentador, entretenido, sencillo y literalmente magistral una gran cantidad de cuestiones relacionadas con la lengua castellana. Con aportes muy eficaces como los juegos que incluye, Núñez interviene sobre la ciencia de la gramática y la convierte en una antología para los amantes del ludolingüismo.
Me imagino cómo podrá llegar a atrapar a mentes en edad escolar, conflictuadas con las dificultades del castellano y enemigas de las reglas. Libro con ganancia incorporada, libro para sumar conocimientos amablemente, libro para aprender con una sonrisa: es, entre otras varias cosas, lo que me hace recomendar enfáticamente su lectura.

Pensando en Walt Whitman, digo que quien se acerque a este libro le parecerá estar escuchando los deliciosos y únicos juegos de palabras de Les Luthiers.
Los juegos de Mastropiero

La opinión de Ulanovsky figura en la solapa del libro. La obra tuvo muy buena acogida del público lector, trepando rápidamente a los segundos puestos de las librerías de Buenos Aires en las siguientes semanas de su lanzamiento. Los juegos de Mastropiero se comercializa en toda Hispanoamérica. El libro fue reimpreso varias veces. Además existe una segunda edición española de noviembre de 2007 (Editorial Península, con ISBN 978-84-8307-811-2).

## Listado de recursos lingüísticos analizados
- Doble sentido
- Metátesis (contrapiés)
- Lipograma
- Acróstico
- Lapsus linguae
- Perogrullada
- Onomatopeya
- Locuciones cristalizadas
- Retruécano (viceversas)
- Centón
- Falso derivado
- Oxímoron (contrasentidos)
- Criptograma
- Palíndromo (capicúas)
- Anacronismo
- Doble rima
- Calambur
- Palabras promiscuas
- Homofonía
- Trabalenguas
- Aforismo
- Hipérbole
- Paronomasia
- Palabras-maleta (snarks)
- Textos podados
- Textos bilingües
- Anagrama
- Homeotéleuton
- Anfibología
- Tautograma
- Anadiplosis (ecos)
- Paráfrasis